# Górzno (województwo zachodniopomorskie)
Górzno (niem. Göhren) – wieś sołecka w Polsce położona w województwie zachodniopomorskim, w powiecie choszczeńskim, w gminie Bierzwnik. W latach 1975–1998 miejscowość administracyjnie należała do województwa gorzowskiego. W roku 2007 wieś liczyła 219 mieszkańców. 
Kolonie wchodzące w skład sołectwa: Bożejewko, Chełmienko. 

## Geografia
Wieś leży ok. 5,5 km na południowy zachód od Bierzwnika, między Ostromęckiem a miejscowością Ogardy, nad jeziorem Górzno na Pojezierzu Dobiegniewskim.

## Historia
Wieś była niegdyś posiadłością rycerską rodziny Segefeld, później własność Cystersów. W 1337 r. liczyła 25,5 łana. W 1354 roku wieś, ziemia orna, wody, pastwiska zostają nadane Cystersom z Bierzwnika. Segefeldowie w latach 1357–1364 sprzedali swoje dobra, ponieważ nie chcieli być lennikami klasztoru. Miejsce Segefeldów zajmowały kolejno inne rodziny rycerskie, od 1430 r. miały miejsce liczne spory z Cystersami. W 1539 r. po kasacji klasztoru wieś weszła w skład domeny państwowej w Bierzwniku i była dzierżawiona, liczyła wówczas 30 łanów. Uprawiano głównie żyto, ale również jęczmień, owies, groch, wykę i grykę. Hodowano konie, bydło domowe, owce, świnie, gęsi.

## Zabytki i atrakcje turystyczne
- kościół filialny, rzymskokatolicki należący do parafii pw. Matki Boskiej Szkaplerznej w Bierzwniku, dekanatu Drawno, archidiecezji szczecińsko-kamieńskiej, metropolii szczecińsko-kamieńskiej.